# Jamie Murray
Jamie Robert Murray, OBE (sinh ngày 13 tháng 2 năm 1986) là một vận động viên quần vợt người Anh Quốc đến từ Scotland. Anh đã 5 lần vô địch Grand Slam và 1 lần vô địch Davis Cup, hiện đang đứng thứ 13 trên thế giới, và là cựu số 1 đôi thế giới. Murray là anh trai của cựu vận động viên quần vợt số 1 đơn thế giới Andy Murray.
Anh đã giành được 5 danh hiệu Grand Slam: tại nội dung đôi nam nữ ở Giải quần vợt Wimbledon 2007 với Jelena Janković và Giải quần vợt Wimbledon 2017 và Giải quần vợt Mỹ Mở rộng 2017 với Martina Hingis, và tại nội dung đôi nam ở Giải quần vợt Úc Mở rộng 2016 và Giải quần vợt Mỹ Mở rộng 2016 với Bruno Soares.
Murray đã bắt đầu sự nghiệp khi đánh cặp với Eric Butorac, giành được danh hiệu thứ 3 vào năm 2007. Anh đã đánh cặp với Eric Butoric đến cuối năm 2007, và sau đó đã đánh cặp với 43 tay vợt khác trong 5½ năm sau đó; anh đã vào 7 trận chung kết ATP với 6 đồng đội khác nhau. Năm 2013, anh đánh cặp với John Peers, giành được 6 danh hiệu tại các giải đấu của ATP, và 2 lần vào chung kết giải Grand Slam. Sau John Peers, Murray đánh cặp với Bruno Soares cho mùa giải Tour 2016, và họ đã có nhiều thành công hơn, khi họ đã vô địch Giải quần vợt Úc Mở rộng 2016 và Giải quần vợt Mỹ Mở rộng 2016, và Murray đã lên được ngôi số 1 bảng xếp hạng đôi ATP.
Murray cũng đã cùng với Đội tuyển Davis Cup Anh Quốc vô địch giải đấu đồng đội thế giới Davis Cup vào năm 2015, giúp cho Anh Quốc lần đầu tiên vô địch sau 79 năm. Với em trai anh Andy, họ đã thắng trận đấu đôi cho Anh Quốc ở vòng tứ kết, bán kết và thắng chung kết.
Đội Davis Cup đã được nhận giải thưởng BBC Sports Personality Team of the Year Award 2015.
Brad Gilbert, đã từng là huấn luyện viên của Andy Murray, đã biệt danh cho Jamie là "Stretch" vì anh có chiều cao 1,90 m (6 ft 3 in) và có cánh tay dài.

## Thống kê sự nghiệp

### Giải Grand Slam
| VĐ | CK | BK | TK | V# | RR | Q# | A |  | Z# | PO | G | F-S | SF-B | NMS | NH |

| Giải đấu     | 2006 | 2007 | 2008 | 2009 | 2010 | 2011 | 2012 | 2013 | 2014 | 2015 | 2016 | 2017 | 2018 | SR     | T-B   | % Thắng |
| ------------ | ---- | ---- | ---- | ---- | ---- | ---- | ---- | ---- | ---- | ---- | ---- | ---- | ---- | ------ | ----- | ------- |
| Úc Mở rộng   | A    | 1R   | 1R   | 1R   | A    | 2R   | 1R   | 1R   | 2R   | 3R   | W    | 1R   | 2R   | 1 / 11 | 11–10 | 52.38%  |
| Pháp Mở rộng | A    | 1R   | 1R   | 1R   | 1R   | 2R   | 1R   | 2R   | 3R   | 3R   | 3R   | QF   | 2R   | 0 / 12 | 12–12 | 50%     |
| Wimbledon    | 1R   | 3R   | 3R   | 1R   | 1R   | 2R   | 2R   | 1R   | 3R   | F    | QF   | 2R   | QF   | 0 / 13 | 20–13 | 60.61%  |
| Mỹ Mở rộng   | A    | 2R   | 1R   | A    | A    | 1R   | 1R   | QF   | 1R   | F    | W    | QF   |      | 1 / 9  | 18–8  | 69.23%  |
| Thắng-Bại    | 0–1  | 3–4  | 2–4  | 0–3  | 0–2  | 3–4  | 1–4  | 4–4  | 5–4  | 14–4 | 17–2 | 7–4  | 5–3  | 2 / 45 | 61–43 | 58.65%  |

### Chung kết giải Grand Slam

#### Đôi: 4 (2 danh hiệu, 2 á quân)
| Kết quả | Năm  | Giải đấu   | Mặt sân | Đồng đội     | Đối thủ                                    | Tỉ số              |
| ------- | ---- | ---------- | ------- | ------------ | ------------------------------------------ | ------------------ |
| Á quân  | 2015 | Wimbledon  | Cỏ      | John Peers   | Jean-Julien Rojer Horia Tecău              | 6–7(5–7), 4–6, 4–6 |
| Á quân  | 2015 | Mỹ Mở rộng | Cứng    | John Peers   | Pierre-Hugues Herbert Nicolas Mahut        | 4–6, 4–6           |
| Vô địch | 2016 | Úc Mở rộng | Cứng    | Bruno Soares | Daniel Nestor Radek Štěpánek               | 2–6, 6–4, 7–5      |
| Vô địch | 2016 | Mỹ Mở rộng | Cứng    | Bruno Soares | Pablo Carreño Busta Guillermo García López | 6–2, 6–3           |

#### Đôi nam nữ: 5 (3 danh hiệu, 2 á quân)
| Kết quả | Năm  | Giải đấu      | Mặt sân | Đồng đội          | Đối thủ                        | Tỉ số            |
| ------- | ---- | ------------- | ------- | ----------------- | ------------------------------ | ---------------- |
| Vô địch | 2007 | Wimbledon     | Cỏ      | Jelena Janković   | Alicia Molik Jonas Björkman    | 6–4, 3–6, 6–1    |
| Á quân  | 2008 | Mỹ Mở rộng    | Cứng    | Liezel Huber      | Cara Black Leander Paes        | 6–7(6–8), 4–6    |
| Vô địch | 2017 | Wimbledon (2) | Cỏ      | Martina Hingis    | Heather Watson Henri Kontinen  | 6–4, 6–4         |
| Vô địch | 2017 | Mỹ Mở rộng    | Cứng    | Martina Hingis    | Chan Hao-ching Michael Venus   | 6–1, 4–6, [10–8] |
| Á quân  | 2018 | Wimbledon     | Cỏ      | Victoria Azarenka | Nicole Melichar Alexander Peya | 6–7(1–7), 3–6    |